# Капитан Сакен (эсминец)
«Капитан Сакен», R 04, R 2 — эскадренный миноносец Черноморского флота Российского императорского флота, один из четырёх кораблей типа «Лейтенант Шестаков». Участник Первой мировой войны и Гражданской войны на Чёрном море. Захвачен немцами и введен в 1918 году в срой Кайзерлихмарине как эсминец R 04. Захвачен союзниками, во французском флоте истребитель R 2. Позднее передан в Белый флот ВСЮР. В 1920 году в ходе Крымской эвакуации ушёл с Русской эскадрой в Бизерту.

## Тактико-технические характеристики
- Водоизмещение: 648 т.
- Размерности: длина — 74,14 м, ширина — 8,3 м, осадка — 3,05 м.
- Скорость полного хода: 24 узла.
- Дальность плавания: 1700 миль при 12 узлах.
- Силовая установка: 2 вертикальные паровые машины тройного расширения, 4 котла, 2 винта, 7310 л. с.
- Вооружение:

проектное 1 120 и 5х1 75 мм орудий, 4х1 7,62-мм пулемёта, 3х1 надводных 457-мм торпедных аппарата, 40 мин заграждения;
с 1909 года: 2х1 120 и 4х1 75 мм орудий, 2х1 7,62-мм пулемёта, 3х1 надводных 457-мм торпедных аппарата, 40 мин заграждения;
с 1914 года: 2х1 120 мм орудия, 2 47-мм зенитки, 2х1 7,62-мм пулемёта, 3х1 надводных 457-мм торпедных аппарата, 50 мин заграждения.
- Экипаж: 94 человека.

## Строительство
Назван в честь Христиана Иванович Остен-Сакена, командира дубель-шлюпки который совершил подрыв крюйт-камеры при угрозе захвата судна турками. 
29 марта 1906 года зачислен в списки судов Черноморского флота, 16 сентября 1906 года заложен на судоверфи завода «Наваль» Общества Николаевских заводов и верфей в Николаеве, спущен на воду в сентябре 1907 года, вступил в строй 13 октября 1909 года. До 10 октября 1907 года классифицировался как минный крейсер. Входил в состав 2-го дивизиона минной бригады Черноморского флота. Прошел капитальные ремонт корпуса и механизмов в 1915 году.
Проектная (6500 л. с.) мощность была перекрыта на каждом корабле типа, составив у «Капитана Сакена» 7310 л. с. Минные крейсера показали на испытаниях скорость 24,28-24,78 узла при мощности 7136-6675 л. с. Максимальная скорость на службе 22,5-24 узла. Согласно спецификации, нормальный запас угля — 96,45 т, наибольший — 211 т. 9 марта 1909 года «Капитан Сакен» продолжил испытания. На мерной миле скорость корабля составила 24,85 узла (327 об/мин). Уголь был отборный кусковой кардифф, а кочегары и машинисты — заводские. Им при среднем давлении в котлах 17,94 кГс/см² удалось выжать из машин суммарную мощность 6960,69 и. л. с. Расход угля составил 1,17 кг/и. л. с. в час.
Приказом по Морскому ведомству от 12 ноября 1909 г. все 4 корабля типа зачислили в действующий флот. Они образовали 2-й дивизион эскадренных миноносцев и вместе с1-м дивизионом (миноносцы 350 т серии "3" и "Ж") были сведены в минную бригаду. До конца года продолжалась "доводка" кораблей силами Севастопольского военного порта. Неоценимой была помощь командированных заводских специалистов, из которых И. К. Коносович, например, бессменно проплавал на "Капитане Сакене" 1,5 года сначала наблюдающим машинистом, потом гарантийным механиком. В течение декабря 1909 г. на каждом из четырех эсминцев взамен 75-мм пушки, временно смонтировали кормовой фундамент, установили по одному 120-мм орудию и приступили к их регулировке и испытаниям стрельбой. Орудия снабдили оптическими прицелами и начали осваивать ручные дальномеры системы Мякишева. Одновременно заканчивали оборудование радиорубок, подогнали в доке запасные винты, окрасились в защитный шаровой цвет, переделывали подачу к 120-мм орудиям, для которых элеваторы были признаны излишними.

### Первая мировая война
В период Первой мировой войны участвовал в набеговых операциях на коммуникации противника, нес блокадную службу у берегов Турции, обстреливал береговые укрепления и портовые сооружения, прикрывал набеговые и минно-заградительные действия других сил флота, высаживал разведывательно-диверсионные группы и конвоировал транспорты с войсками Кавказского фронта. В январе 1915 года совместно с другими кораблями потопил в Синопе турецкий пароход «Георгиус» и 3 парусника.
В плавании 13-31 марта 1916 года 3-й дивизион вместе со всем флотом участвовал в операции по переброске морем десантного корпуса на Кавказский фронт. Корабли действовали на всем протяжении пути транспортов из Одессы в Новороссийск для приема войск и в последующей охране их движения под охраной флота на юг. Четырьмя отрядами 29 транспортов вышли из Одессы 15(28) марта. Минную бригаду в этом походе представляли эскадренный миноносец "Счастливый” (флаг начальника бригады), "Пылкий”, "Гневный”, весь состав 3-го дивизиона и 5 миноносцев 4-го и 5-го дивизионов. ”Лейтенант Шестаков” (брейд-вымпел начальника дивизиона капитана 1 ранга А. М. Клыкова) и "Лейтенант Зацаренный” охраняли 3-й отряд (7 транспортов), ”Капитан Сакен” и ”Капитан-лейтенант Баранов” – 4-й отряд (8 транспортов). В Новороссийск пришли 18 марта.
При десанте в Трапезунд отличившееся на кораблях 3-го дивизиона были награждены очередными георгиевскими крестами и медалями. Редкий подвиг был совершен на ”Сакене”. В момент боя на корабле последовательно лопнули звенья основной и запасной штуртросовых цепей. Стрельбу прекратили, и инженер-механик старший лейтенант А. А. Оглуздин и мичман Г. П. Марантини в течение 10 минут перевели управление на привод в корме. Вскоре было восстановлено и управление с носового мостика. Корабль выручил кочегарный унтер-офицер Елиазар Семенович Логай. Искусный кузнец, он развернул на прямо шкафуте кузницу и из прута под огнем противника отковал звенья взамен лопнувших. 
1(14) мая 1916 года 3-й дивизион в полном составе вышел в море для встречи ”Императрицы Марии”. На ”Капитане Сакене” в 4 милях от мыса Фиолент к югу от Херсонесского маяка в 13 часов с расстояния 12 кабельтовых были замечены перископы двух подводных лодок. Они маневрировали для выхода в атаку. Открыв огонь и бросившись в таранную атаку, ”Сакен” успел войти в струю, вызванную крутым поворотом одной из лодок, но та уже успела скрыться под водой. Угроза атаки дредноута была предотвращена. Первым заметивший перископ сигнальный боцманмат Аникей Васильевич Белоус был представлен к Георгиевскому кресту 4 степени. Георгиевскими медалями 4 степени наградили артиллерийского унтер-офицера Ивана Семеновича Мандрыку, матроса 2 статьи Александра Ивановича Шеремета и рулевого Ивана Михайловича Очередько. Медали 3 степени получили (имевшие уже медали 4 степени) артиллерийский унтер-офицер Савелий Гаврилович Сапронов и боцманмат-комендор Алексей Сергеевич Лютый.  
20 октября/2 ноября 1916 года "Капитан Сакен”, "Лейтенант Зацаренный” совместно с миноносцем ”Строгий” и транспортом ”Святогор” совершили набег на стоянку турецких судов в устье реки Термес. Был высажен диверсионный отряд в составе 40 дружинников и 150 армянских добровольцев. Из 50 фелюг до 20 увели в море моторными катерами с кораблей. Приказом командующего флотом от 20 марта 1917 года отличившиеся получили очередные георгиевские награды. Семь смельчаков с ”Капитана Сакена” отличились 2(15) декабря 1916 года, когда на ”моторе” корабля высадили под Босфором группу разведчиков (приказ командующего флотом № 1059 от 20 марта 1917).  

### Февральская и Октябрьская революция, Гражданская война

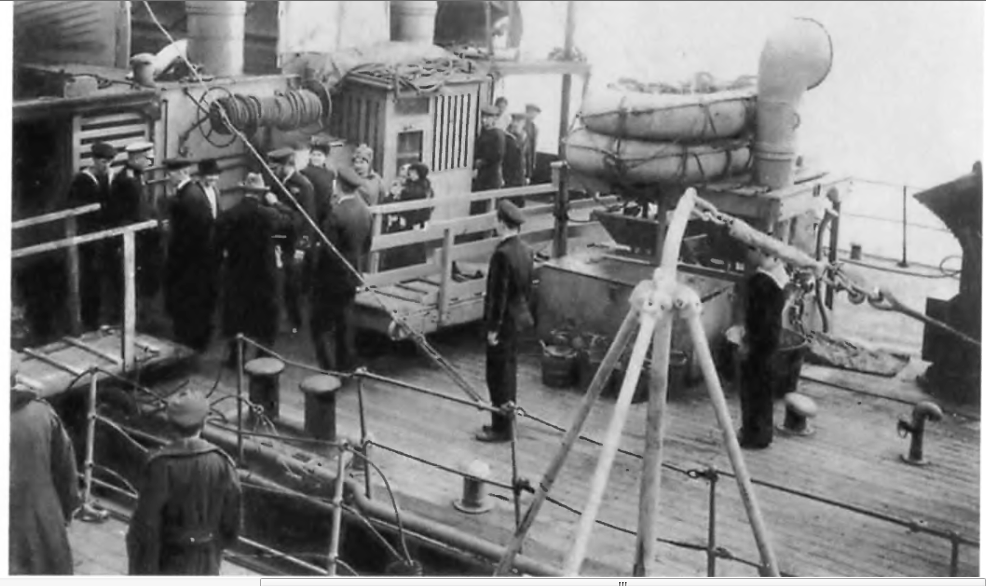
Генерал А. И. Деникин на миноносце «Капитан Сакен» во время Новороссийской эвакуации, март 1920 года

После Февральской революции экипаж Капитана Сакена как и другие в минной бригаде быстро революционизировался. Артиллерийский кондуктор С. Г. Сапронов, позднее член Севастопольского военно-революционного комитета вспоминал: «Когда матросы соседних эсминцев узнавали о „крамольных“ речах на нашем корабле, многие, несмотря на запрещение, находили возможность побывать на „Капитане Сакене“. Вход на эсминец был открыт для всех: так распорядился наш командир капитан 2-го ранга Милошевич [правильно С. К. Милашевич]. Он принадлежал к той группе офицеров, которые ещё до революции были тесно связаны с матросами, понимали их нужды и нередко защищали их интересы. После Февральской революции Милошевича избрали в судовой комитет, и он открыто поддерживал все наши большевистские мероприятия».

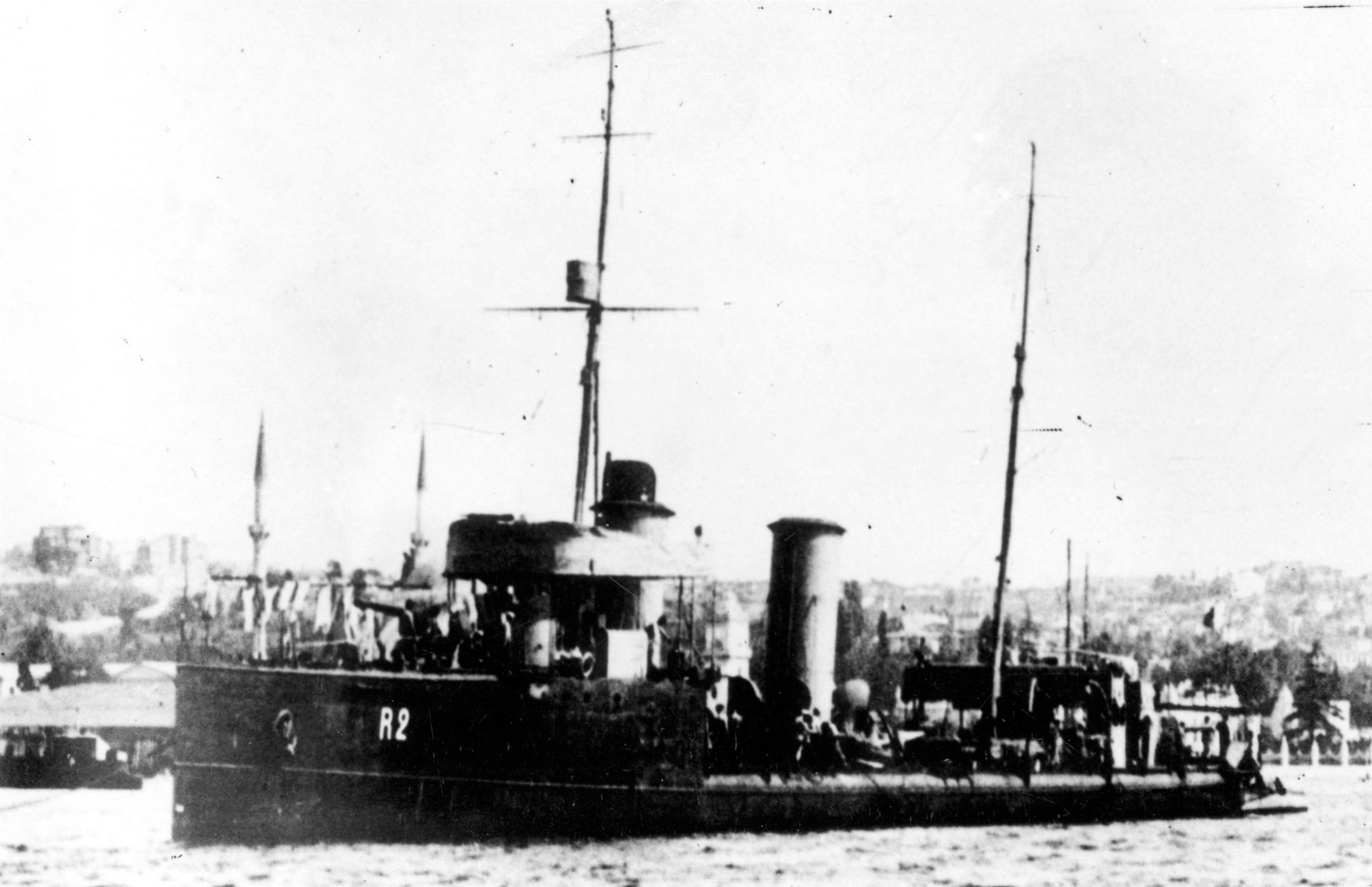
Французский истребитель «R 2», бывший «Капитан Сакен», в Константинополе, август 1919 года

По решению I Общечерноморского съезда 12 (25) ноября из Севастополя в Ростов вышла флотилия в составе эскадренного миноносца «Капитан Сакен», двух тральщиков, нескольких мелких судов и десантного отряда моряков. Флотилией командовала избранная съездом «комиссия пяти» во главе с матросом-большевиком В. Е. Драчуком. 24 ноября (7 декабря) флотилия, совершив заходы в порты Бердянск, Мариуполь и Таганрог, прибыла в Ростов, где черноморцы приняли участие в неудачных для красных боях с казаками и добровольцами. Сам миноносец из-за осадки в мелкий Дон войти не смог.
29 декабря 1917 года вошел в состав Красного Черноморского флота.
С марта 1918 года находился на хранении в Севастопольском военном порту. Тут 1 мая 1918 года и был захвачен германскими войсками. 12 октября 1918 года под литерой «R 04», включен в состав Кайзерлихмарине. После ухода немцев 24 ноября 1918 года захвачен интервентами и вскоре уведен в порт Измит на Мраморном море, где в 1919 году стал французским истребителем R 2. С 1920 года входил в состав белогвардейских морских сил Юга России.
Участвовал в марте 1920 года в Новороссийской эвакуации, на него 26 марта перешли с «Цесаревича Георгия»  генерал А. И. Деникин и его штаб чтобы избежать встречи с группой взбешенных офицеров, после чего эсминец взял мористее.
Позднее, утром 27 марта на пристани против «Беспокойного» горел поезд с боеприпасами и осколки взрывавшихся снарядов падали кругом. «Капитан Сакен», капитан 2 ранга А. А. Остолопов, подошел к концу мола и в несколько минут вся его палуба была забита перепрыгнувшими людьми. Отойдя от мола, эсминец направился к стоявшей у одной из пристаней барже, на которой находилось несколько сотен пехотных солдат и казаков и, взяв ее на буксир, вышел на внешний рейд.
В августе 1920 года участвовал в атаке на остров Первомайский в составе отряда под командованием вице-адмирала М. П. Саблина в составе: линкор «Генерал Алексеев», крейсер «Генерал Корнилов», эсминцев «Капитан Сакен» и «Дерзкий», канонерок «Кача», «Альма», Б-1, Б-2 и Б-3, подводной лодки «Тюлень», тральщиков и других кораблей. 1 августа отряд подошёл ко входу в лиман, 3 августа с дистанции 97 кабельтов линкор начал обстрел острова. Обстрел оказался неэффективен, все три орудия островной батареи остались целыми. Попытка белого флота прорваться в лиман провалилась. Линкор «Генерал Алексеев» и эсминец «Капитан Сакен» прекратили атаку и 17 августа ушли в Севастополь.
14 ноября 1920 года Капитан Сакен был уведен врангелевцами при эвакуации из Севастополя в Стамбул и затем в Бизерту в составе Русской эскадры, где 29 декабря 1920 года был интернирован французскими властями.
29 октября 1924 года был признан правительством Франции собственностью СССР, но из-за сложности международной обстановки возвращен не был, в конце 1920-х годов продан «Рудметаллторгом» частной фирме на слом и в начале 30-х годов разобран во Франции на металл.

## Командиры
- 1909 - капитан 2 ранга Ф. А. Винтер
- 19 декабря 1911—1913 - капитан 2-го ранга Погуляев С. С.
- 6 января 1914 - 28 ноября 1916 - капитан 2-го ранга Макалинский А. А. 2-й.
- 1917 - капитан 2-го ранга Милашевич С. К.
- 1920 — капитан 2-го ранга Остолопов А. А.